# Милан Мишић
Милан Мишић (1949) српски је новинар, спољнополитички коментатор, колумниста и публициста.

## Биографија
Основну школу ”Љуба Ненадовић” завршио је у Жаркову, тада селу на периферији Београда.
Завршио је смер електронике у средњој електротехничкој школи ”Никола Тесла” у Београду, да би потом на Факултету политичких наука у Београду дипломирао на смеру за новинарство.
Прве новинарске чланке објавио је у средњошколској редакцији ”Студента”, У листу “Политика” током 1971. радио је као хонорарни фото-репортер. У јесен 1972. учествовао на конкурсу за новинарске приправнике ”Политике” и после тромесечне обуке и провере био примљен, заједно са неколицином колега (Бошко Јакшић, Рајко Ђурић, Бранислава Џунов, Слободан Жикић) и тако започео професионалну новинарску каријеру.
После рада на Београдској хроници ”Политике”, потом Унутрашњој, а кратко време и Спортској, прелази на Спољнополитичку рубрику, где занат усавршава поред чувених уредника и дописника из иностранства као што су Александар Ненадовић, Јуриј Густинчич, Мирослав Радојчић, Ђука Јулијус, Зоран Жујовић, Ристо Бајалски, Душан Симић, Драгослав Ранчић и други.
”Ватрено крштење” у спољнополитичком новинарству стиче извештавајући о Гадафијевој ”зеленој револуцији” из Либије и пучу у Етиопији.
Почетком 1978. одлази за сталног дописника из Индије и Југоисточне Азије са седиштем у Њу Делхију. После ”Саур револуције” у Авганистану, често је путовао у Кабул и извештавао о разбуктавању авганистанског грађанског рата и геополитиком заплету тим поводом који ће убрзати крај Хладног рата.
Извештавао је и из Пакистана, Бангладеша, Шри Ланке, Тајланда, Малезије и из грађанског рата у Кампућији, данашњој Камбоџи.
У Индији је остао до средине 1983. По повратку у кућу ”Политика” постао је главни и одговорни уредник ново покренутог меселника ”Политикин свет”. Са тог места је 1984. покренуо ново издање: месечник ”Свет компјутера”, као гласило тада долазеће компјутерске револуције, чији је био и први главни и одговорни уредник.
После атентата на премијерку Индије Индиру Ганди, био је први југословенски новинар који је стигао у Њу Делхи и оданде извештавао о том драматичном догађају.
Две године касније, 1986, поново је стални дописник из Њу Делхија, одакле три године касније, 1989, одлази на место сталног дописника из Јапана.
У редакцију ”Политике” се враћа 1992, не место уредника Спољнополитичке рубрике.
”Политику” напушта у јануару 1996, усред грађанских протеста против режима Слободана Милошевића.
У Компанији ”Новости” најпре је био спољнополитички коментатор, затим главни уредник месечника ”Нада нова” и на крају извршни директор Компаније.
Из ”Новости” одлази 1999, на место одговорног уредника дневног листа ”Глас јавности” који је тада био међу водећим опозиционим дневницима.
У ”Политику” се враћа после Петог октобра 2000, најпре као помоћник генералног директора за издаваштво, а потом, од 2001, био је прво одговорни, а затим главни и одговорни уредник листа. На том месту остаје до јесени 2005.
После тога био је директор издавачког сектора ”Политике новине и магазини” и за лист ”Политика” писао колумну ”21. век”. Током 2008. и 2009. је на помоћник главног уредника и уредник Спољнополитичке рубрике.
На (за Управни одбор необавезујућем) изјашњавању редакције листа ”Политика” у новембру 2008. о томе кога новинари желе за главног уредника, Милан Мишић је добио највише гласова.
У септембру 2009. одлази за сталног дописника ”Политике” из Вашингтона, одакле, осим свакодневног извештавања о политичким, економским и друштвеним актуелностима, пише и две колумне: ”Откривање Америке” (недељом”) и ”Авенија Америка”  (у додатку ”Култура, наука уметност” суботом).
Био је први новинар из Србије који је из перспективе америчке војске 1989. извештавао из рата у Авганистану и први који је посетио Гвантанамо, америчку базу на Куби и контроверзни тамошњи затвор за заробљенике америчког ”рата против терора”.
Пензионисан је 20. априла 2014, али је наставио да пише као сарадник у више листова, магазина и веб портала, као што су НИН, Нови Магазин, Магазин бизнис и ”Дан” (дневник из Подгорице, Црна Гора) у коме већ више од десет године пише спољнополитичку колумну ”Свет”. Написао је и неколико коментара и за БИРН – Балканску мрежу истраживачких новинара.
Чест је коментатор спољнополитичких догађаја за телевизијске станице Н1, Ал Џазира Балканс, РТС и друге.
Члан је Независног удружења новинара Србије (НУНС) 